# Kjell Bystedt
Kjell Bystedt, född 24 maj 1960, är en svensk före detta släggkastare. Han tävlade för IFK Västerås, IK VIK Friidrott och Västerås Friidrottsklubb, VFK. Han blev 1984 utsedd till Stor grabb nummer 340 i friidrott.

## Främsta meriter
Bystedt hade det svenska rekordet i slägga från 1982 till 1985 samt 1988 till 1989.
Han vann sex SM i slägga.

## Karriär
1981 vann Bystedt SM i slägga, på 65,54.
Även 1982 vann han SM, den här gången på 66,86. 
Detta år (1982) satte han även svenskt rekord, inte mindre än tre gånger, på samma dag. Den 7 maj tävlade han i El Paso, USA, och förbättrade rekordet till, i tur och ordning, 70,70, 71,42 och 71,84. Det var Thommie Sjöholm som hade det gamla rekordet (70,52) från 1980.
1983 vann Bystedt SM en tredje gång, nu på 69,98. Han förbättrade även sitt svenska rekord till 72,84 (den 28 maj i San Jose). Vid VM i friidrott detta år deltog han men slogs ut i kvalet.
Även 1984 vann han SM, på 65,60. Han slog även sitt svenska rekord. Den 18 februari kastade han 73,24 i Stanford, USA. Och den 7 april nådde han 74,62, också i Stanford. Detta rekord slogs 1985 av Tore Gustafsson.
Bystedt vann SM år 1987 med 74,26. Vid VM i Rom slogs han ut i kvalet.
Den 6 augusti 1988 återtog Bystedt det svenska rekordet i slägga från Tore Gustafsson (78,48) genom att i Västerås kasta 78,64. Kjell Bystedt målade därefter upp sig själv som en medaljkandidat i OS i Seoul, men Bystedts OS slutade i ett fiasko. Alla samtliga släggkast fastnade nämligen i skyddsnätet. Gustafsson tog dock tillbaka det svenska rekordet 1989 med 78,66.
Han vann sitt sista SM 1991 med ett kast på 75,86. Vid VM i Tokyo blev han utslagen i kvalet.